# Spiritwood Lake
Spiritwood Lake és una població dels Estats Units a l'estat de Dakota del Nord. Segons el cens del 2000 tenia 72 habitants.

## Demografia
Segons el cens del 2000, Spiritwood Lake tenia 72 habitants, 31 habitatges, i 23 famílies. La densitat de població era de 25,7 hab./km².
Dels 31 habitatges en un 25,8% hi vivien nens de menys de 18 anys, en un 74,2% hi vivien parelles casades, en un 3,2% dones solteres, i en un 22,6% no eren unitats familiars. En el 19,4% dels habitatges hi vivien persones soles el 6,5% de les quals corresponia a persones de 65 anys o més que vivien soles. El nombre mitjà de persones vivint en cada habitatge era de 2,32 i el nombre mitjà de persones que vivien en cada família era de 2,67.
Per edats la població es repartia de la següent manera: un 19,4% tenia menys de 18 anys, un 1,4% entre 18 i 24, un 25% entre 25 i 44, un 37,5% de 45 a 60 i un 16,7% 65 anys o més.
L'edat mediana era de 47 anys. Per cada 100 dones de 18 o més anys hi havia 114,8 homes.
La renda mediana per habitatge era de 43.500 $ i la renda mediana per família de 45.625 $. Els homes tenien una renda mediana de 22.500 $ mentre que les dones 14.375 $. La renda per capita de la població era de 24.637 $. Cap de les famílies estaven per davall del llindar de pobresa.

## Poblacions més properes
El següent diagrama mostra les poblacions més properes.